# سيرج فوستر
سيرج فوستر (بالفرنسية: Casamayor)‏ هو كاتب ورجل قضاء فرنسي، ولد في 28 نوفمبر 1911 في مدينة الجزائر في الجزائر، وتوفي في 29 أكتوبر 1988.